# Regia Aeronautica

Insigna aplicată pe ampenajul vertical al aparatelor de zbor ale Règia Aeronautica

Scutul de pe lateralul fuselajului avioanelor din perioada fascistă a Regia Aeronautica

Scutul de pe ampenajul orizontal al avioanelor din perioada fascistă a Regia Aeronautica

Regia Aeronautica Italiana (Forțele Aeriene Regale Italiene) a fost denumirea forțelor aeriene ale Regatului Italiei (Regno d'Italia). Forțele Aeriene Regale au devenit o armă independentă după desprinderea din cadrul Armatei Regale Italiene în 1923 și și-a încetat existența în 1946. Monarhia a fost abolită în 1946, iar Italia a fost proclamată republică (Repubblica Italiana). Numele forțelor aeriene s-a modificat în Aeronautica Militare .

## Istoric
La începutul secolului al XX-lea, Italia se afla în avangarda puterilor aeriene militare: în timpul colonizării Libiei din 1911, avioanele italiene au efectuat prima operațiune de recunoaștere aeriană din istorie pe 23 octombrie, iar pe 1 noiembrie ai efectuat primul raid de bombardament din lume. 
În timpul Primului Război Mondial, Corpo Aeronautico Militare, încă făcând parte din cadrul Armatei terestre folosea o flotilă compusă din aparate de vânătoare de producție franceză și avioane de bombardamente din producția proprie. Règia Marina (Marina Regală Italiană) avea la rândul ei propria forță aeriană formată din hidroavioane. 
Forțele Aeriene Italiene au devenit o armă de sine stătătoare pe 28 martie 1923. Regimul fascist al dictatorului italian Benito Mussolini au dezvoltat și folosit forțele aeriene în scopuri propagandistice. Aviatorii italieni au doborât mai multe recorduri de pilotaj. Unul dintre cele mai răsunătoare succese ale aviației italiene a fost traversarea sub conducerea generalui Italo Balbo a Oceanului Atlantic de către două flotile de hidroavioane în 1931 și 1933. În a doua jumătate a deceniului al patrulea, aviația militară italiană i-a sprijinit PE naționaliștiI lui Franco în timpul războiului civil din Spania. De asemenea, Forțele Aeriene Italiene au participat la invadarea Abisiniei (Etiopia). 

### Campania din Abisinia
În timpul campaniei din Etiopia, Regia Aeronautica a îndeplinit raiduri cu bombe cu gaze otrăvitoare (iperită și fosgen) împotriva zonelor rurale din etiopiene. Regia Aeronautica a provocat pierderi importante forțelor etiopiene și prin intermediul bombardamentelor masive împotriva orașelor, în special în cazul capitalei Addis Abeba. Operațiunile aviației au avut o contribuție majoră la succesul forțelor terestre italiene, 

### Războiul civil din Spania
Piloții italieni au luptat în cadrul „Aviazione Legionaria” împreună cu cei ai Luftwaffe în sprijinul forțelor naționaliste spaniole în timpul războiului civil din Spania. Piloții italieni au fost prezenți în Spania din iulie 1936 până în martie 1939, asigurând sprijinul aerian al forțelor italiene terestre din Spania: Corpo Truppe Volontarie”. În perioada cât au luptat în Spania, piloții italieni s-au aflat sub directa comandă a naționaliștilor spanioli și au participat la antrenamente și operații comune cu piloții germani din Legiunea Condor. 

### Albania
Aviația militară italiană a jucat un rol limitat în timpul invaziei din Albania. 

### Al Doilea Război Mondial
În momentul izbucnirii celei de-a doua conflagrații mondiale, Italia avea cea mai puțin numeroasă forță aeriană dintre Puterile Axei. Italia dispunea de 3.296 aparate de zbor, din care doar aproximativ 2.000 erau gata de luptă. Doar 166 de avioane de vânătoare erau aparate moderne, dar modelele Macchi MC.200 și Fiat G.50 aveau o viteză mai mică decât avioanele Aliaților. Deși dispunea de un număr relativ mare de avioane, aviația militară italiană suferea din cauza unui sprijin slab din partea industriei de specialitate și a ajutorului insuficient al aliatului german. 

##### Bătălia Franței
În timpul ultimelor zile de luptă ale Bătăliei Franței, Italia a declarat război Franței și Regatului Unit. Regia Aeronautica a îndeplinit 716 misiuni de bombardament în sprijinul forțelor terestre italiene care participau la invazie. Au fost lansate aproximativ 276 t de bombe de aviație. 

##### Orientul Mijlociu
Regia Aeronautica a fost implicată în luptele din Orientul Mijlociu din primele zile ale intrării Italiei în război. În timpul războiului anglo-irakian, avioanele germane și italiene au făcut escală și au realimentat în Siria controlată de Regimul de la Vichy. Aceste avioane pretindeau că sunt irakiene, fiind pictate cu însemnele statului asiatic. Preocupările aliaților cu privire la creșterea influenței Axei au dus la declanșarea campaniei Siria-Liban.

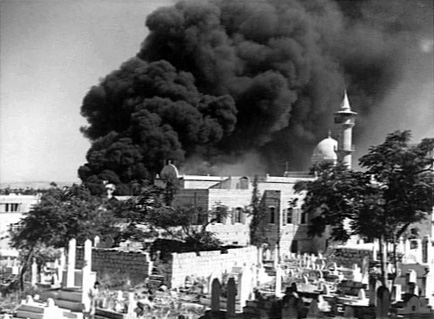
Distrugerea unui cimitir musulman şi a moscheiei Istiklal din Haifa de către bombardierele italiene, septembrie 1940.

În timpul unuia dintre cele mai puțin cunoscute incidente ale războiului, aviația italiană a bombardat orașele Palestiniene. La mijlocul lunii octombrie, italienii au bombardat rafinăriile americane din protectoratul britanic Bahrain.

##### Africa Răsăritenă
Regia Aeronautica avea în iunie 1940 între 200 și 300 de avioane gata de luptă dislocate în Africa Orientală Italiană. Unele dintre aceste aparate de zbor erau depășite din punct de vedere tehnic, dar italienii dispuneau și de un număr de avioane moderne: bombardiere Savoia-Marchetti SM.79 sau Savoia-Marchetti SM.81 și avioane de vânătoare Fiat CR-42. Aceste aparate se numărau printre cele mai bune existente în momentul declanșării luptelor din Africa de est. În plus, avioanele italiene foloseau aeroporturi mai bune decât cele britanice sau ale Commonwealthului. La începutul războiului, piloții italieni erau relativ mai bine pregătiți și mai încrezători în propriile forțe. Dar distanța mare față de Italia și problemele cu muniția, combustibilul, piesele de schimb au început să afecteze capacitate de luptă a forțelor aeriene italiene din Africa de est. 
Guvernatorul italian Amedeo, duce de Aosta, a raportat pe 31 ianuarie că forțele de sub comanda sa mai dispuneau de 67 de avioane operaționale, care dispuneau resurse limitate de combustibil. 
Avioanele italiene din Africa de est au fost scoase treptat din luptă în urma unui îndelungat război de uzură. Pe 24 octombrie 1941, cu aproximativ o lună înaintea capitulării forțelor italiene din Africa orientală, piloții aliați au doborât ultimul avion italian care mai era încă operațional. 

##### Bătălia Angliei
Începând cu 25 octombrie 1940, aproximativ 170 de avioane, printre care 73 de bombardiere Fiat Br.20, au fost trimise în Belgia ocupată, pentru a forma Corpul Aerian Italian (Corpo Aereo Italiano, ori CAI), implicat în Bătălia Angliei. CAI a înregistrat succese limitate. În decembrie 1940, avioanele și piloții italieni au fost transferați în Grecia.. Ultimul avion italian a părăsit Belgia pe la mijlocul lunii aprilie 1941.

##### Deșertul de Vest
La începutul campaniei din Deșertul de Vest raportul de forțe dintre Regia Aeronautica și Royal Air Force era aproape egal. Astfel, avioanele de vânătoare al ambelor tabere erau în principal biplane de tip vechi. Piloții italieni luptau pe avioane Fiat CR.32 sau Fiat CR.42, în vreme ce britanicii pilotau aparate Gloster Gladiator. Pe parcursul luptelor, această balanță a puterii s-a modificat periodic, fiecare tabără modernizând și reînnoind parcul de avioane. 
Până în cele din urmă, după dezastrul italian din timpul operațiunii Compass și după sosirea generalului Erwin Rommel și a Afrika Korps, soarta aviației militare italiene din Africa a devenit tot mai dependentă de soarta aviației germane (Luftwaffe).

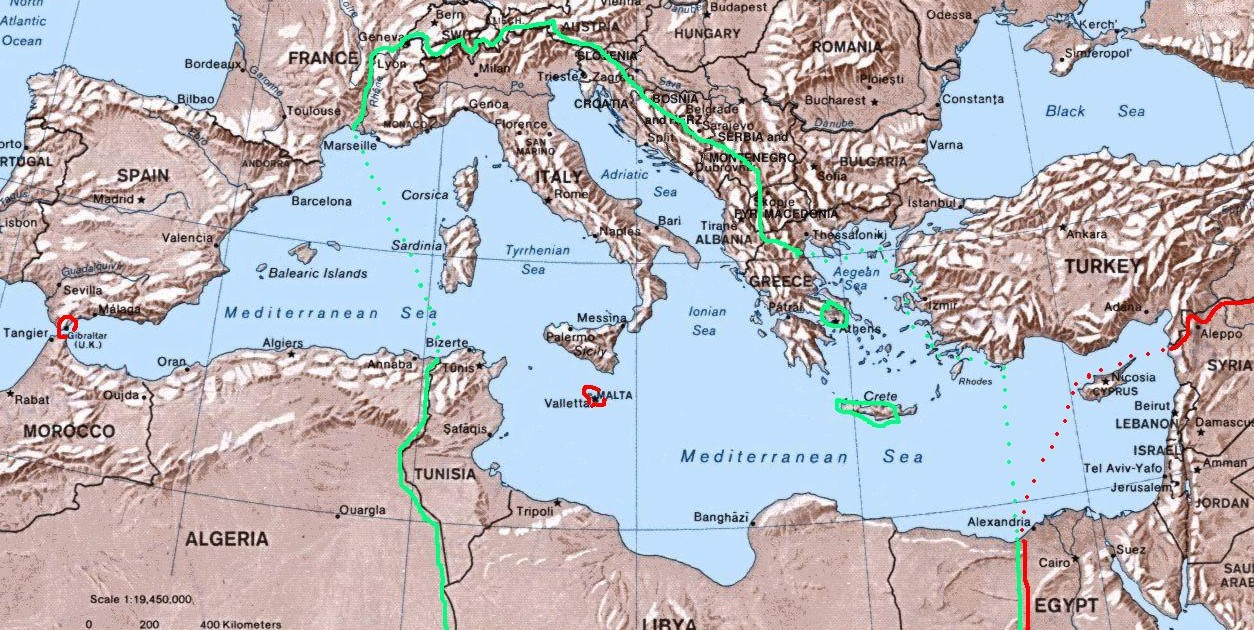
Limitele maxime ale extinderii controlului italian în Mediterana în 1942 (cu linie verde)

În ciuda faptului că desfășurarea luptelor în Libia erau influențate puternic de condițiile de deșert, Forțele Aeriene Regale Italiene au reușit să mențină în luptă aproximativ patru sute de avioane. 
În timpul primei contraofensive britanice, Regia Aeronautica a suferit pierderi grele până când germanii au atacat Grecia, când cea mai mare parte a forțelor terestre și aeriene britanice au fost trimise în ajutorul elenilor. În aceste condiții, forțele italiene au avut suficient timp pentru a mobiliza în Libia noi unități terestre și aeriene. Forțele italiene au primit întăriri din partea germanilor conduși de Rommel. Contingentul Luftwaffe atașat Afrika Korps număra aproximativ 200 de avioane și alte cam 600 în Sicilia. 
Regia Aeronautica și aliații lor din Luftwaffe au avut rezultate mult mai bune, în primul rând datorită schimbării doctrinei tactice și a dotării cu aparate de zbor moderne. 
În timpul primei ofensive a lui Rommel, piloții italieni au reușit să țină avioanele RAF departe de forțele Axei. Italienii au asigurat de asemenea acoperirea aeriană în timpul retragerii lui Rommel determinată de operațiunii ofensive Crusader, reușind în plus să provoace pierderi grele bombardierelor RAF. 
În timpul celei de-a doua ofensive a lui Rommel, Règia Aeronautica și Luftwaffe au suferit pierderi importante datorită rezistenței îndârjite aliate din luptele din spațiul aerian al El Alamein-ului și datorită artileriei antiaeriene care apăra orașele Alexandria și Cairo. 
Aparatele de zbor ale Regia Aeronautica au fost retrase spre aeroporturile din Tobruk, Benghazi, Tripoli și, în cele din urmă, din Tunisia.

##### Malta

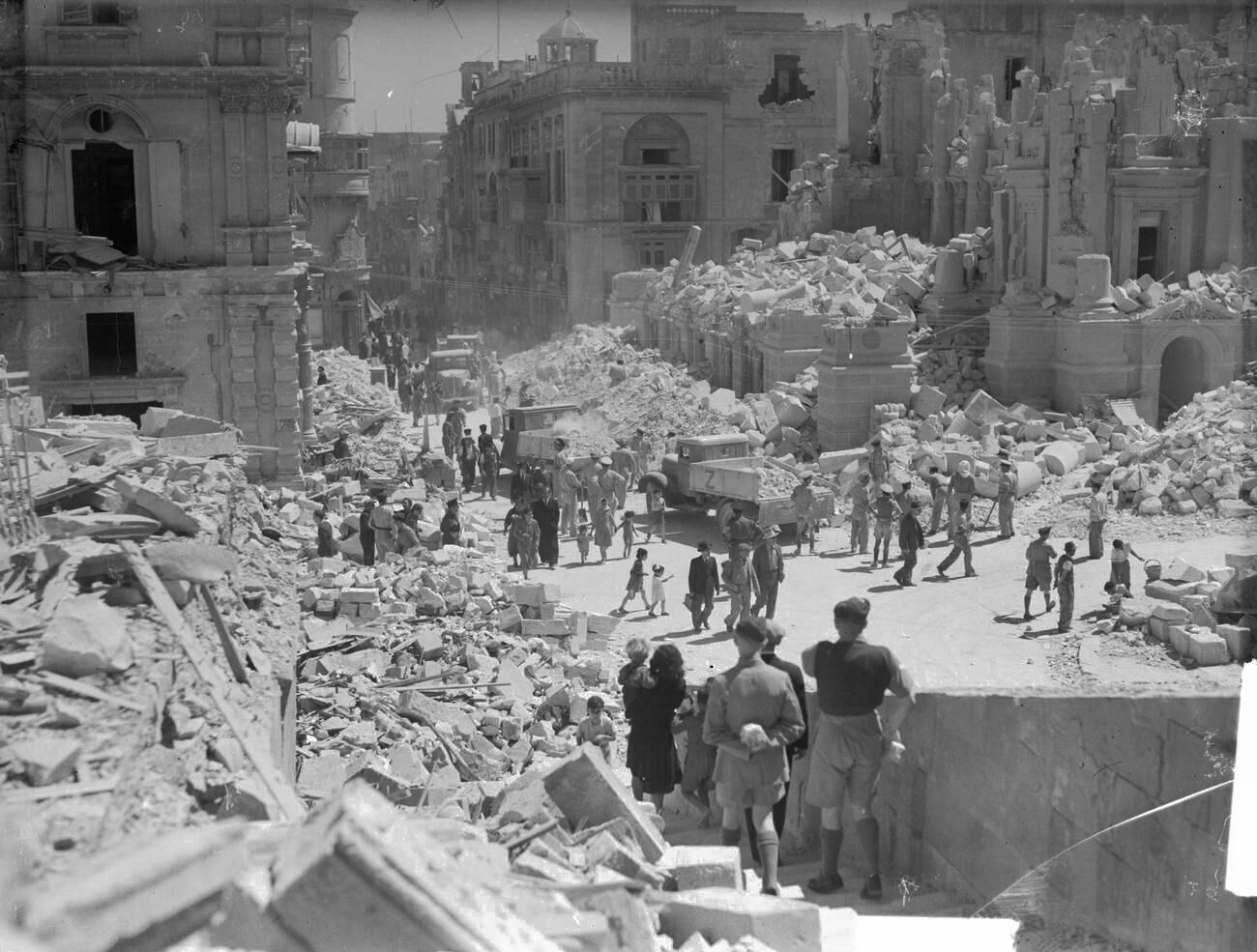
Bombardarea Maltei

Regia Aeronautica a participat împreună cu Luftwaffe la ofensiva aeriană asupra insulei Malta controlată de britanici în încercarea Axei de protejare a rutelor maritime care legau Sicilia, Sardinia și Italia de Africa de nord. În ciuda faptului că ajunseseră în pragul foametei și suferiseră pierderi importante, maltezii au reușit să reziste atacurilor forțelor germano-italiene și au doborât aproximativ 1.500 de avioane. 
Luptele au costat RAF aproximativ 800 de avioane și un mare număr de vase de transport. Pe de altă parte, aproximativ 60% din proviziile Axei trimise în Africa au fost scufundate de către submarinele, distrugătoarele și avioanele cu bazele în Malta. 

##### Gibraltar
Bombardierele italiene Piaggio P.108 cu bazele în Sardinia au atacat în mai multe rânduri Gibraltarul, în special în 1942. Ultimele raiduri asupra Gibraltarului au fost executate în 1943, în timpul debarcărilor aliate din Algeria, când bombardierele italiene au reușit să lovească cu succes chiar și portul Oran. 
„Grupul al 247-lea de bombardament cu rază lungă de acțiunea” al Regia Aeronautica a fost singura unitate dotată și antrenată să utilizeze avioanele Piaggio P.108. Acest grup de bombardament a fost format în 1941, dar pregătirea echipajelor a durat mult mai mult decât se anticipase, iar unitate a devenit operațională doar pe 27 iulie 1942. Raidurile cu cele mai bune rezultate ale Grupului al 247-lea au fost executate în octombrie 1942, când avioanele cu baza în Sardinia au atacat în mai multe rânduri Gibraltarul.

Regia Aeronautica Italiana 1942

##### Grecia și Iugoslavia
La sfârșitul anului 1940, Regia Aeronautica a câștigat superioritatea aeriană completă în timpul războiului greco-italian. Acest fapt nu a împiedicat însă forțele terestre elene să obțină victorii succesive în luptele cu Armata Regală Italiană, pe care a obligat-o să treacă în poziții de defensivă adânc în teritoriul Albanez. 
La începutul anului 1941, situația de pe front s-a schimbat radical în favoarea italienilor, odată cu invazia Wehrmachtului din Iugoslavia. Începând din acel moment, rolul aviației italiene în timpul campaniei din Balcani a fost în primul rând de sprijinire a Luftwaffe. Acest rol a fost păstrat și în timpul ocupației din Grecia și din Iugoslavia. 

##### Frontul de Răsărit
În august 1941, Regia Aeronautica a trimis un corp aerian cu aproximativ 1.900 de oameni pe frontul de răsărit în sprijinul Corpului expediționar italian în Rusia (Corpo di Spedizione Italiano in Russia, ori CSIR) iar mai apoi Armatei italiene în Rusia (Armata Italiana in Russia, ori ARMIR). Acest corp aerian a fost cunoscut sub numele „Corpul aerian expediționar italian în Rusia” (Corpo Aereo Spedizione in Russia). Corpul aerian, compus inițial din 22° Gruppo CT cu 51 de avioane de vânătoare Macchi C.200 și din 61° Gruppo  cu 31 de bombardiere Caproni Ca 31, a luptat pe frontul de răsărit între 1941 și 1943. Corpul aerian și-a avut pentru început bazele în Ucraina, pentru ca în ultima perioadă să folosească aeroporturi din regiunea Stalingrad. Pe la mijlocul anului 1942, au fost introduse în serviciu pe frontul de est avioanele de vânătoare moderne Macchi C. 202. CSIR s-a transformat în 1942 în ARMIR, iar aceasta din urmă a fost desființaă după dezastrul din bătălia de la Stalingrad. Corpul aeriana a fost retras din zona frontului în inauarie 1943 și a fostr transferat la Odesa. 
În perioada anilor 1944 – 1945, personalul italian a operat din regiunea baltică și din sectorul nordic al frontului de est, subordonându-se direct Luftwaffe sub numele de 1° Staffel Transportfliegergruppe 10 (Ital) (1° Gruppo Aerotransporti "Terracciano"). Acest grup a fost parte a Forțele Aeriene Republicane (Aeronautica Nazionale Repubblicana, ANR), loială dictatorului italian Benito Mussolini și statului marionetă Republica Socială Italiană, (Repubblica Sociale Italiana, ori RSI).

##### Campania din Tunisia
În timpul campaniei din Tunisia, Regia Aeronautica și Luftwaffe nu au mai reușit să câștige superioritatea în Africa de Nord. 

##### Campania din Sicilia și perioada de până pe 8 septembrie
Regia Aeronautica a trecut în defensivă în timpul operațiunii aliate „Husky” (invazia din Sicilia). Piloții italieni au luptat în sprijinul vaselor Marinei Regale Italiene. Chiar mai înaintea invaziei aliate din Sicilia, o amplă ofensivă aeriană aliată a vizat aeroporturile din Sicilia, într-o încercare de distrugere a aparatelor de zbor italiene. Regia Aeronautica a fost puternic slăbită în Sicilia, dar nu a fost distrusă, efective noi sosind pe insulă din Sardinia, Italia și Franța de sud. Ultima misiune de luptă a forțelor aeriene regale italiene mai înainte de armistițiului cu Aliații a fost lupta împotriva bombardierelor americane care bombardau regiunea Frascati – Roma pe 8 septembrie 1943.

##### Perioada de după armistițiu
După armistițiul dintre Italia și forțele armate Aliate Regia Aeronautica a fost moștenită de două forțe aeriene vremelnice. În regiunea de sud, aflată sub controlul guvernului regal, a luat ființă Forța Aeriană Cobeligerantă, iar în nordul Italiei, aflată sub controlul fasciștilor, a luat ființă Forța Aeriană Republicană, loială lui Benito Mussolini și Republicii Sociale Italiene. Piloții celor două forțe aeriene italiene nu au luptat niciodată între ei. În timp de regaliștii au luptat în regiunea Balcanilor, iar republicanii în regiunea Baltică. 
Pierderile aviației militare italiene au fost de 3.007 de morți sau dispăruți, 2.731 de răniți și 9.873 de prizonieri. Au fost pierdute 5.201 avioane, în vreme ce piloții de vânătoare italieni au pretins că au distrus 4.293 de avioane inamice, din care 1.771 aparate distruse la sol..

## Sfârșitul Regia Aeronautica
Règia Aeronautica Italiana și-a încetat în mod oficial existența în momentul în care monarhia italiană a fost abolită pe 2 iunie 1946. Forțele aeriene regale au fost succedate de Aeronautica Militare (Forțele Aeriene a Republicii Italiene). 